# Уачипато
«Уачипато» (ісп. Club Deportivo Huachipato) — чилійський футбольний клуб із міста Талькауано. На даний момент виступає в чилійській Примері, найсильнішому дивізіоні країни.

## Історія
Команда була заснована 7 червня 1947 року, в 1967 вперше вийшла до Примери, найсильнішого дивізіону країни. У 1974 році клуб домігся головного досягнення в своїй історії, вигравши чемпіонат Чилі та ставши при цьому першим чемпіоном країни із півдня Чилі. У 1974 році «Уачипато» брав участь в розіграші Кубка Лібертадорес, але вилетів після першого раунду. Починаючи з 90-х років XX століття клуб отримав славу «кузні талантів». У ньому починали кар'єру багато зірок чилійського футболу. У 2012 році команда виграла Клаусуру чемпіонату Чилі, а в 2013 лише за додатковими показниками не змогла вийти з групи в Кубку Лібертадорес.

## Досягнення
- Чемпіон Чилі (3): 1974, Кл. 2012, 2023
- Чемпіон Другого дивізіону Чилі (1): 1966
- Фіналіст Кубка Чилі (1): 2013-14

## Участь в південноамериканських кубках
- Кубок Лібертадорес (2):
  - Перший раунд — 1975, 2013
- Південноамериканський кубок (5):
  - Перший раунд — 2006, 2015, 2021
  - Другий раунд — 2020
  - 1/8 фіналу — 2014